# Estadio Francisco Cabasés
El estadio Francisco Cabasés, también llamado "La Boutique", es un estadio que pertenece al Club Atlético Talleres de Córdoba y se encuentra ubicado en Barrio Jardín Espinosa, en la zona sur de la ciudad. Tiene capacidad para 12 mil personas.
El estadio fue nombrado de esta forma en honor al primer socio del club, Paco Cabasés. La denominación La Boutique se remonta a la refacción del estadio inaugurada en 1975. Además, su fachada es un ícono de la arquitectura art déco francesa en Argentina.
En este recinto, Talleres ejerció su localía casi ininterrumpida hasta la década del 2000, donde solía oficiar de local en los partidos importantes en el por entonces Estadio Olímpico de Córdoba, hoy Mario Alberto Kempes. Debido a su gran convocatoria en las últimas décadas, el primer equipo masculino juega sus partidos en el estadio mundialista, mientras que en La Boutique se desarrollan los encuentros del equipo femenino, la reserva y las divisiones menores.

## Estructura
La Boutique fue construida por los ingenieros Santiago Allende Posse (quien fue el autor del proyecto) y Agenor Villagra. El estadio presenta un estilo arquitectónico art déco. El frente del estadio luce una escultura por encima de la puerta de entrada; el escultor fue Ramacciotti, y el modelo de la figura fue el jabalinista Capitanelli.

## Historia
Los primeros partidos de Talleres como local fueron en Barrio Pueyrredón. En el año 1915, el club se mudó para jugar un partido ante San Martín; éste fue cerca de donde hoy se ubica el Complejo Forja, en el antiguo Barrio Inglés. El terreno había sido emparejado y demarcado, un vagón de tren en desuso fue el vestuario exigido por la reglamentación de la liga. Este fue el escenario local del club hasta la construcción de La Boutique.
En 1931, comenzó la búsqueda del terreno y de la financiación para la construcción del estadio. Ese mismo año, Francisco Espinosa Amespil donó un predio en Barrio Jardín para ese fin, proyecto que fue ideado por dos renombrados ingenieros civiles de Córdoba: Ing. S. Allende Posse y el Ing. Agenor Villagra. Gracias al aporte de la gente y de capitales privados, se construyó un campo de deportes, tribunas (oficial y popular con capacidad de 5.000 personas), una cancha de básquet, vestuarios y servicios sanitarios. Todas estas obras consumieron la cantidad de 70.000 pesos. 
La inauguración de la cancha se produjo el 12 de octubre de 1931, con un encuentro amistoso contra Rampla Juniors de Montevideo. La Boutique fue uno de los propuestos como subsede por Argentina en sus sendas candidaturas para organizar los mundiales de 1938, y el finalmente no realizado mundial 1942. En 1944 se ampliaron las tribunas populares, y en 1951 se instalaron las plateas en el sector oficial, con lo que la capacidad del estadio se extendió a 13.000 personas.
A fines de la década de 1970, Talleres comenzó a ejercer su localía en el Estadio de Córdoba, debido a su mayor capacidad y a la alta convocatoria de público del equipo cordobés. Durante los años siguientes, las instalaciones se fueron deteriorando y La Boutique dejó de ser un estadio apto para la práctica del fútbol profesional.
En marzo del 2008, con el gerenciamiento de Carlos Ahumada, La Boutique fue refaccionada en gran medida, dejándola habilitada nuevamente para encuentros de la Asociación del Fútbol Argentino. La obra más importante es la instalación de una nueva iluminación en el estadio, que duplica la antigua capacidad energética.
El 20 de marzo de 2008, La Boutique recibe de nuevo a su primer equipo después de 4 años, pues el último partido jugado ahí había sido el 30 de agosto de 2003, cuando venció a Olimpo de Bahía Blanca por 1 a 0.
Desde 2012, Talleres vuelve a ejercer la localía en el Estadio Mario Alberto Kempes por razones de asistencia.
En el año 2015, gracias a la gestión del presidente Andrés Fassi, se iniciaron obras de infraestructura y nuevo sembrado de césped en el Estadio Francisco Cabasés. Además, para el aniversario 110 del club en 2023 se revalorizó la fachada con una obra realizada por el artista cordobés Tec, hincha y socio de Talleres.

## Partidos destacados
- En 1944, el estadio es testigo de una de las mayores goleadas de Talleres, cuando éste le ganó por 7 a 3 a Boca Juniors.
- En 1947, Talleres le gana 7 a 2 a Huracán de Barrio La France, por el Oficial de la Liga Cordobesa.
- En 1950, la "T" vence a Universitario en un fantástico 10 a 1.
- En 1951 es cuando se produce la mayor victoria en la historia de Talleres en la LCF, cuando vence a Sportivo Belgrano por 10 a 1.[6]
- En 1958, en un partido de preparación para la Copa Mundial de Fútbol de 1958, la selección argentina de fútbol vence a la selección de Córdoba por 2 a 1.
- En 1960, Talleres vence a Peñarol de Uruguay, último campeón de la Libertadores, por 7 a 2.
- En 1961, por la inauguración del sistema lumínico, Talleres juega un amistoso ante el Flamengo, en el que cae 5-0.
- En 1964, el Santos Futebol Clube de Pelé visita por primera vez Córdoba. Talleres es derrotado por 2 a 1.[7]
- En 1964, Talleres empata en un histórico partido ante el Barcelona en un recordado 1 a 1.
- En 1969, Talleres vence a Chaco For Ever y clasifica por primera vez a un Campeonato Nacional.
- En 1976, Talleres empata ante la selección de Perú 0 a 0 en la preparación para el Mundial de 1978.
- En 1978 se juega la polémica final ante Independiente, que termina en empate 2 a 2, donde Talleres acaba subcampeón debido al gol de visitante.
- En 1989, Talleres vuelve a jugar en La Boutique tras ocho años. Le gana 2 a 0 a Mandiyú de Corrientes.
- En 1997, José Zelaya anota 5 goles en la victoria por 6 a 0 ante Huracán de Corrientes.
- En 2003, la "T" regresa a su cancha tras cinco años y empata 0 a 0 con Colón de Santa Fe.
- En 2008, tras otros cinco años, el "matador" le gana a Quilmes 2 a 1.
- En 2009, Belgrano y Talleres igualan 0 a 0 en el clásico número 100 jugado en La Boutique.
- En 2020, Talleres juega un amistoso de pretemporada con una Boutique repleta de socios ante el Liverpool Fútbol Club, partido en el que aseguró una goleada 5 a 1.
- En 2024, Talleres asciende a la Primera División A del fútbol femenino, tras empatar 0-0 ante Defensores de Belgrano con un marcador global de 3-0, en un partido que también significó una de las convocatorias más exitosas en la historia del fútbol femenino en Argentina.